# Poljaci u Njemačkoj
Poljaci u Njemačkoj su osobe djelomičnog ili potpunog poljskog podijetla koje prebivaju na području Savezne Republike Njemačke. Čine najbrojniju europsku zajednicu poljskog iseljeništva i drugu po brojnosti na svijetu. Prema popisu stanovištva iz 2016. godine u Njemačkoj je obitavalo 2,85 milijuna Poljaka. Unatoč tome, nemaju pravni status nacionalne manjine.
Tijekom povijesti, još od Tri podjele Poljske, Poljaci su u njemačkim krajevima imali podređeni status, koji je bio izražen tijekom Trećeg Reicha, kada su smatrani "slavenskom podrasom" te u Istočnoj Njemačkoj, gdje su ih progonile prosovjetski orijentirane komunističke vlasti. Njemačka i danas niječe pravo na samoodređenje njemačkih državljana poljskog podrijetla.

## Povijest
Zbog povijesnih previranja i promjena granica, većinski poljska naselja mijenjala su države te je njihov položaj često bio zapostavljen. Izvorno poljske zemlje tijekom 1770-ih i 1790-ih podijeljene su u trima dogovorima između Pruske, Habsburške Monarhije i Ruskog Carstva čime je poljska država prestala postojati. Pruskoj su pripali istočni dijelovi i baltička pokrajina Pomorje (Pomeranije), koja će zajedno s gradom Gdanjskom (njem. Danzig), postati višestoljetni predmet sporenja europskih sila. Tada je na području novopripojenih "pruskih zemalja" živjelo oko 3 milijuna Poljaka. Zbog straha od izrazito protupoljski nastrojnih Rusa, tijekom 18. stoljeća u značajnoj mjeri naseljavaju područja oko Dresdena i Leipziga. Tako se prema jednom zapisu iz 1885. godine 35 000 Poljaka i Judeopoljaka iselilo u zapadne dijelove Pruske, gdje su odmah bili podvrgnuti germanizaciji, unatoč protivljenjima Katoličke Crkve koja se zalagala za ravnopravan status Poljaka.
Poljski useljenici uglavnom su naseljavali područja uz rijeke Šprevu i Rajna, gdje su se uglavnom zapošljavali kao nadničari ili tvornički radnici. Nerijetko su bili lošije plaćeni i doživljavali tjelesno i usmeno zlostavljanje vlasnika, rjeđe i mjesne zajednice. U najvećem priljevu useljenika između 1870-ih i 1890-ih, većina Poljaka naselila je Ruhrsko područje ili okolicu Berlina, a značajan dio naselio se i u Središnjoj Njemačkoj, gdje su se uglavnom zapošljavali u rudnicima ugljena. Poljaci su činili većinu u tzv. Poznanjskoj provinciji, jednoj od pruskih pokrajina, gdje su u više od šezdesetak naselja činili većinsko stanovništvo.
Završetkom Prvog svjetskog rata, većinska poljska područja Gornje Šleske i Istočne Prusije pripojena su novoosnovanoj Poljskoj Republici. Prema Ženevskom ugovoru, potpisanom 15. svibnja 1922., Weimarska Republika je dopustila korištenje poljskog jezika u tim područjima te Poljacima dodijelila status nacionalne manjine, što je bilo ostvareno i velikim zalaganjem Lige naroda, koja je slično zahtijevala od Poljske u slučaju Nijemaca u Šleskom vojvodstvu.

## Jezik
Prema popisu stanovništva od 1. prosinca 1900., poljski jezik se kao većinski govorio u više od šezdesetak naselja, od čega je u njih dvadesetak poljski govorilo više od 80% stanovništva, najviše u mjestima Adelnau (90%), Schildbergu (89,6%) i Kostenu (89%). Dio njih nosio je i poljska imena: Witkowo (83%), Rybnik (82,5%), Strelno (82,4%) i dr. Od većih gradova, u Kempenu je poljski govorilo 84,2%, Neustadtu 44,7%, Bochumu 9,1%, Dortmundu 7,3% i Schwerinu 5,2% stanovništva, mahom gradovima u pokrajini Sjeverna Rajna-Vestfalija.
Prema njemačkim popisima iz 1920-ih oko 200 000 Poljaka (10%) govorilo je poljski kao materinji ili "prvi" jezik, što je bio pokazatelj uspješnosti germanizacije i asimilacije u njemačko društvo.

## Politika
Od 1871. do 1912. poljske političke stranke na izbore za Reichstag su izlazile pod zajedničkom tzv. Poljskom listom (Polnische Liste) koju su činili Poljska frakcija (kasnije Poljska stranka), tada najveća manjinska stranka u Njemačkom Carstvu, zajedno s drugim poljskim listama i manjim strankama. Prosječno je osvajala između 13 i 20 mjesta, što je bio najveći uspjeh nekog nenjemačkog naroda.
Godine 1903. osnovana je Poljska narodno-demokratska stranka (Polnische Nationaldemokratische Partei), koja je 1920-ih uklopljena u Poljsku narodnu (pučku) stranku (Polnische Volkspartei). Za izbore 1932., sve poljske stranke ponovno su se ujedinile u obnovljenu Poljsku listu s kojom su osvojili i jedan ministarski mandat, koji je obnašao istaknuti šleski novinar i višestruki zastupnik Wojciech Korfanty.
Majka njemačke kancelarke Angele Merkel zvala se Herlind (rođ. Jentzsch) i radila je kao učiteljica engleskog i latinskog jezika. Bila je Poljakinja iz Gdanjska.

## Brojnost
Na popisima stanovništva, od Ponovnog ujedinjenja Njemačke 1990. broj izjašnjenih Poljaka kreće se između 2,8 i 3 milijuna. Unatoč tome, njemački autori navode oko 260 do 300 tisuća Poljaka opovrgavajući rezultate popisa. Značajnija zajednica poljaka živi na području Ruhra te su poznati pod nazivom Ruhrski Poljaci, a prema podatcima njemačkh vlasti njihov broj kreće se između 70 i 200 tisuća. Najznačajnije obitavaju gradove Essen, Bochum, Düsseldorf, Duisburg i Dortmund.
| Savezna država            | Broj Poljaka (popis 2011.) |
| ------------------------- | -------------------------- |
| Sjeverna Rajna-Vestfalija | 786 480                    |
| Bavarska                  | 202 220                    |
| Baden-Württemberg         | 202 210                    |
| Donja Saska               | 201 620                    |
| Hessen                    | 163 200                    |
| Berlin                    | 101 080                    |
| Rheinland-Pfalz           | 88 860                     |
| Hamburg                   | 71 260                     |
| Schleswig-Holstein        | 55 510                     |
| Brandenburg               | 27 940                     |
| Bremen                    | 26 270                     |
| Saska                     | 25 700                     |
| Saarland                  | 19 870                     |
| Mecklenburg-Vorpommern    | 13 250                     |
| Saska-Anhalt              | 10 790                     |
| Tiringija                 | 10 140                     |
| Sveukupno                 | 2 006 410                  |

## Poznati njemački Poljaci
- Angelique Kerber, tenisačica (roditelji Poljaci)
- Sabine Lisicki, tenisačica (roditelji Poljaci)
- Angela Merkel, političarka (po majci)
- Lukas Podolski, nogometaš (rođen u Poljskoj)